# Go-Off
Go-Off es el primer álbum de la banda española Insanity Wave, editado en 1995 por la compañía madrileña La Fábrica Magnética. 
Fue grabado en el madrileño barrio de Lavapiés, en el sofocante verano del 1994, entre los meses de julio y agosto. Para su repertorio retomaron antiguos temas de su primera maqueta de 1992, como «Rainy day» y «If you wanna come». Para la realización de la portada del disco volvió a colaborar de modelo la hermana de “Escriña” (voz y guitarra) metida en un cubo de basura pintado a su vez por la banda.

## Lista de canciones
1. «Good Policy»
2. «Yeah!»
3. «Sour Taste»
4. «Lazy-Bones»
5. «Alleyways»
6. «Another Insatant»
7. «If you wanna come»
8. «Kill your boyfriend»
9. «Rainy day»
10. «Humbug»
11. «Die»

## Personal
- José Mª Mtnez Escriña - voz y guitarra
- Colman Gota - voz y bajo
- Juan Corrales - batería

## Créditos
- Grabado en los estudios Reactor, Madrid, España.
- Producido por Insanity Wave y Moncho Campa
- Todas las canciones compuestas por José Mª Mtnez Escriña, Colman Gota, Juan Corrales.

- Datos: Q5881601